# Mocs (meteorito)
El meteorito de Mocs, conocido también como meteorito de Bare, de Gjilatelke o de Gyulateke, es un meteorito condrítico que cayó sobre la Tierra en 1882 en el distrito de Cluj (Imperio austrohúngaro, actualmente Rumanía). De 300 kg de peso, es el mayor meteorito caído en lo que hoy es Rumanía y uno de los más grandes de Europa.

## Historia
A las cuatro de la tarde del 3 de febrero de 1882, en el distrito de Cluj (Transilvania), apareció una bola de fuego intensamente brillante en el cielo despejado. Se escuchó luego un ruido de rodadura y detonaciones violentas, y una lluvia de unas 3000 piedras cayó a lo largo de un área elíptica de 14 × 3 km cerca del pueblo de Mocs (hoy Mociu). Los trozos fueron pronto recuperados, teniendo el más pesado una masa de 56 kg.
Actualmente los distintos fragmentos se conservan en una trientena de países.
Las mayor cantidad de piezas están en el Museo de Historia Natural de Viena (70 kg), en el Museo Nacional de Historia de Transilvania de Cluj (42,8 kg) y en el Museo Húngaro de Historia Natural de Budapest (21 kg).

## Composición
El meteorito de Mocs contiene una serie de cóndrulos mal definidos, dominados por cristales de olivino (Fa23) y ortopiroxeno acompañados de vidrio desvitrificado. También están presentes, aunque en menor medida, plagioclasa albitica y maskelynita. Agregados irregulares de troilita y de hierro-níquel metálico tienden a congregarse cerca de los cóndrulos.

## Clasificación
El contenido total de hierro (21,8% en peso), así como la composición de olivino (Fa23) y ortopiroxeno (Fs21), indican que el meteorito de Mocs es miembro del grupo geoquímico de condritas ordinarias L (con bajo contenido de hierro). El tipo petrológico, sin embargo, parece ser incierto, habiendo sido clasificado como L6 o, más recientemente, como L5-6.